# Elleholms naturreservat
Elleholm är ett naturreservat i Elleholms socken i Karlshamns kommun i Blekinge.
Reservatet bildades 2004 och omfattar 234 hektar varav 47 land. Det är beläget väster om Mörrumsåns mynning och består av kustskog samt ett vattenområde med mindre öar och skär i Pukaviksbukten.
Skogen består till stor del av ädellövskog och kusttallskog. Området runt Mörrumsån och vattenområdet utanför dess mynning är av riksintresse för naturvården. Fiske efter lax och öring med handredskap är exempelvis förbjudet under vissa tider.
Naturreservatet ingår i EU:s ekologiska nätverk, Natura 2000.